# Diego Flomesta Moya
Diego Flomesta Moya (Bullas (Regió de Múrcia), 1890 - Rif, 30 de juny de 1921) va ser un militar espanyol tinent d'artilleria del Regiment Mixt d'Artilleria de Melilla. Va morir en captiveri a causa de la vaga de fam que va fer per evitar formar als seus enemics rifencs del funcionament de les peces d'artilleria que aquests havien capturat als militars espanyols. Va ser distingit amb la Cruz Laureada de San Fernando de segona classe.

## Biografia
L'any 1911 ingressà a l'Acadèmia d'Artilleria de Segòvia en la 205 promoció. Com a tinent va ser destinat a Segon Batalló d'Artilleria de Posició a Mérida i posteriorment al Sisè Batalló d'Artilleria de Posició a Múrcia. El 29 d'octubre de 1919 començà la seva destinació a Àfrica, destinat a la Comandància d'Artilleria de Melilla on va ser posat al comandament del destacament Rayen. El 5 de maig de 1920, com a Cap de la Secció d'automòbils de la Comandància d'Artilleria destacada al Protectorat espanyol de Marroc, va intervenir en les operacions d'Arrayen, Lao, Cheif i Tamamsin.
A principis de 1921 es va incorporar a la Primera Bateria d'Annual. L' 1 de juny de 1921 va sortir al comandament de la seva Bateria formant part de la columna a les ordres del Comandant Jesús Villar per a l'ocupació d'Abarrán, quedant destacat en aquesta posició per a la seva defensa. Ferit al cap i en un braç, va dirigir els trets de la seva unitat, Va assumir el comandament quan el capità Juan Salafranca Barrio va ser mortalment ferit. Esgotada la munició de les peces d'artilleria, va ordenar la seva inutilització fins que la seva posició va ser ocupada pels seus enemics. Va ser fet presoner per les forces de la República del Rif, que li ordenaren que els ensenyés el maneig de les peces d'artilleria capturades a la qual cosa es va negar i va morir per la vaga de fam que va iniciar.

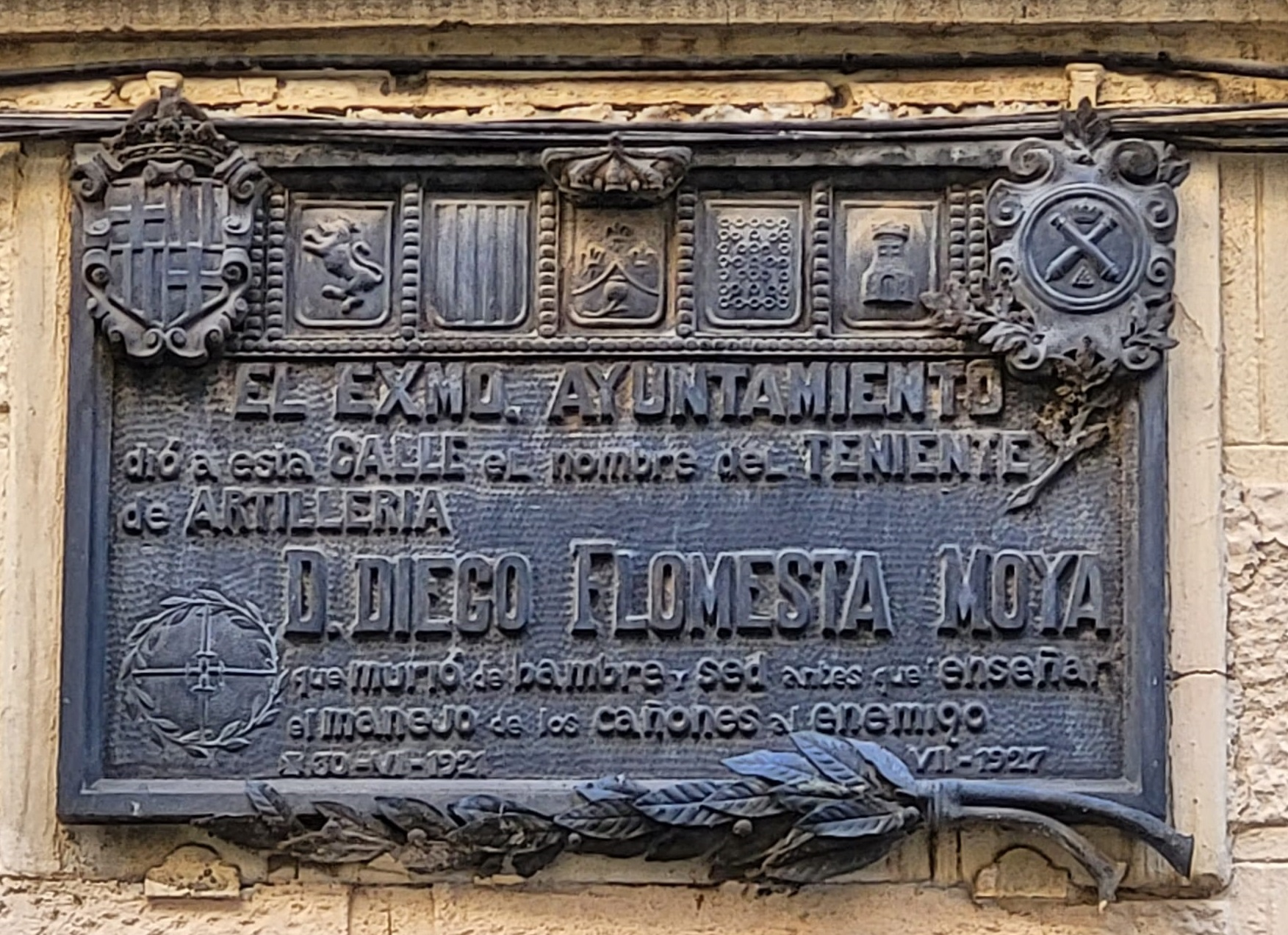
Placa en record del Tinent Flomesta al carrer del seu nom, al barri de Sants

A Barcelona, i també a altres ciutats d'Espanya, existeixen carrers dedicats al seu nom. A Barcelona el carrer Tinent Flomesta es troba al barri de Sants.